# Österreichische Alpine Skimeisterschaften 1951
Die Alpinbewerbe der Österreichischen Skimeisterschaften 1951 fanden vom 31. Jänner bis zum 3. Februar in Windischgarsten statt. Zugleich wurden auch die Meister in den nordischen Disziplinen gekürt. Erstmals wurden Meistertitel im Riesenslalom vergeben. Die Premiere bei Österreichischen Meisterschaften hatte diese Disziplin drei Jahre zuvor als Demonstrationsbewerb.

## Herren

### Abfahrt
| Platz | Name             | Zeit       |
| ----- | ---------------- | ---------- |
| 01    | Engelbert Haider | 2:48,9 min |
| 02    | Otto Linher      | 2:51,4 min |
| 03    | Christian Pravda | 2:52,5 min |
| 04    | Hans Nogler      | 2:56,7 min |
| 05    | Kamilius Steiner | 2:58,5 min |
| 06    | Erich Sailer     | 3:00,3 min |
| 07    | Hans Geiger      | 3:00,9 min |
| 08    | Bruno Zeilhofer  | 3:01,3 min |
|       | Karl Mosshuber   | 3:01,3 min |
| 10    | Rudi Moser       | 3:01,5 min |

Datum: 3. Februar 1951

Ort: Windischgarsten

Streckenlänge: 3000 m, Höhendifferenz: 700 m

### Riesenslalom
| Platz | Name             | Zeit       |
| ----- | ---------------- | ---------- |
| 01    | Christian Pravda | 1:22,6 min |
| 02    | Rudi Moser       | 1:23,8 min |
| 03    | Gustl Jamnig     | 1:24,8 min |
| 04    | Alois Zauner     | 1:25,9 min |
| 05    | Karl Mosshuber   | 1:26,2 min |
|       | Erich Sailer     | 1:26,2 min |
| 07    | Hans Geiger      | 1:27,4 min |
| 08    | Tschofen         | 1:27,8 min |
| 09    | Schönberger      | 1:29,2 min |
| 10    | Ernst Spieß      | 1:29,8 min |

Datum: 31. Jänner 1951

Ort: Windischgarsten

Streckenlänge: 1400 m, Höhendifferenz: 400 m

Tore: 35

### Slalom
| Platz | Name             | Zeit       |
| ----- | ---------------- | ---------- |
| 01    | Christian Pravda | 1:42,7 min |
| 02    | Engelbert Haider | 1:43,8 min |
| 03    | Hans Nogler      | 1:44,2 min |
| 04    | Rudi Moser       | 1:45,6 min |
| 05    | Schönberger      | 1:46,9 min |
| 06    | Alois Zauner     | 1:48,2 min |
| 07    | Hans Geiger      | 1:48,3 min |
| 08    | Heinrich Moser   | 1:50,7 min |
| 09    | Bernhard Waschl  | 1:51,4 min |
| 10    | Ernst Spieß      | 1:51,9 min |

Datum: 1. Februar 1951

Ort: Windischgarsten

Piste: Wurbauerkogel

Streckenlänge: 800 m, Höhendifferenz: 175 m

Tore: 35

### Kombination
Die Kombination setzt sich aus den Ergebnissen von Slalom, Riesenslalom und Abfahrt zusammen.
| Platz | Name             | Punkte |
| ----- | ---------------- | ------ |
| 1     | Christian Pravda | 00,00  |
| 2     | Rudi Moser       | 11,22  |
| 3     | Hans Nogler      | 13,57  |
| 04    | Hans Geiger      | 16,10  |
| 05    | Alois Zauner     | 18,10  |
| 06    | Karl Mosshuber   | 20,85  |
| 07    | Ernst Spieß      | 23,61  |
| 08    | Rasp             | 23,68  |
| 09    | Kamilius Steiner | 24,15  |
| 10    | Heinrich Moser   | 24,98  |

## Damen

### Abfahrt
| Platz | Name                     | Zeit       |
| ----- | ------------------------ | ---------- |
| 01    | Erika Mahringer          | 2:02,5 min |
| 02    | Trude Klecker            | 2:07,3 min |
| 03    | Rosemarie Gebler-Proxauf | 2:14,3 min |
| 04    | Luise Jaretz             | 2:14,9 min |
| 05    | Mariedl Mayer            | 2:15,2 min |
| 06    | Rosi Sailer              | 2:17,7 min |
| 07    | Resi Tomandl             | 2:18,1 min |
| 08    | Maria Stüger             | 2:18,3 min |
| 09    | Hilde Hofherr            | 2:18,7 min |
| 10    | Köhle                    | 2:19,7 min |
|       | Herta Neuhuber           | 2:19,7 min |

Datum: 2. Februar 1951

Ort: Windischgarsten

Piste: Tommerlalm

Streckenlänge: 1800 m, Höhendifferenz: 500 m

Tore: 14

### Riesenslalom
| Platz | Name                     | Zeit       |
| ----- | ------------------------ | ---------- |
| 1     | Erika Mahringer          | 1:35,4 min |
| 2     | Trude Klecker            | 1:40,5 min |
| 3     | Rosemarie Gebler-Proxauf | 1:44,8 min |
|       | Luise Jaretz             | 1:44,8 min |
| 5     | Resi Tomandl             | 1:46,6 min |
| 6     | Dorothea Hochleitner     | 1:47,1 min |
| 7     | Köhle                    | 1:48,0 min |
| 8     | Mariedl Mayer            | 1:48,1 min |
| 9     | Herta Neuhuber           | 1:50,1 min |

Datum: 31. Jänner 1951

Ort: Windischgarsten

Streckenlänge: 1400 m, Höhendifferenz: 400 m

Tore: 35

### Slalom
| Platz | Name                     | Zeit       |
| ----- | ------------------------ | ---------- |
| 01    | Erika Mahringer          | 1:41,1 min |
| 02    | Trude Klecker            | 1:47,9 min |
| 03    | Annelore Zückert         | 1:49,9 min |
| 04    | Rosemarie Gebler-Proxauf | 1:50,6 min |
| 05    | Mariedl Mayer            | 1:54,3 min |
| 06    | Resi Tomandl             | 1:56,7 min |
| 07    | Köhle                    | 1:56,9 min |
| 08    | Resi Schweiger           | 1:58,0 min |
| 09    | Herta Neuhuber           | 2:01,0 min |
| 10    | Maria Stüger             | 2:07,4 min |

Datum: 3. Februar 1951

Ort: Windischgarsten

### Kombination
Die Kombination setzt sich aus den Ergebnissen von Slalom, Riesenslalom und Abfahrt zusammen.
| Platz | Name                     | Punkte |
| ----- | ------------------------ | ------ |
| 1     | Erika Mahringer          | 00,00  |
| 2     | Trude Klecker            | 17,72  |
| 3     | Rosemarie Gebler-Proxauf | 30,63  |
| 04    | Mariedl Mayer            | 38,79  |
| 05    | Resi Tomandl             | 41,83  |
| 06    | Köhle                    | 44,86  |
| 07    | Herta Neuhuber           | 52,01  |
| 08    | Maria Stüger             | 58,95  |
| 09    | Resi Schweiger           | 60,62  |
| 10    | Rosi Sailer              | 61,39  |